# Graniczna Placówka Kontrolna Kraków-Balice
Graniczna Placówka Kontrolna Kraków-Balice – zlikwidowany pododdział Wojsk Ochrony Pogranicza wykonujący kontrolę graniczną osób, towarów i statków powietrznych bezpośrednio w lotniczym przejściu granicznym na terenie Międzynarodowego Portu Lotniczego Kraków-Balice w Balicach .

Graniczna Placówka Kontrolna Straży Granicznej w Krakowie-Balicach – zlikwidowana graniczna jednostka organizacyjna Straży Granicznej wykonująca kontrolę graniczną osób, towarów i statków powietrznych oraz kontrolę bezpieczeństwa w komunikacji lotniczej na terenie Międzynarodowego Portu Lotniczego im. Jana Pawła II Kraków-Balice w Balicach .

## Formowanie i zmiany organizacyjne
Graniczna Placówka Kontrolna Kraków-Balice, z siedzibą w miejscowości Balice, zostało utworzona w 1967 , wraz z momentem otwarcia międzynarodowych połączeń lotniczych na „balickim lotnisku” . Początkowo podlegała pod Ministerstwo Spraw Wewnętrznych, ponieważ w zakres kompetencji MSW przekazany był cały proces kontroli ruchu granicznego oraz ochrona GPK. GPK Kraków-Balice weszła w podporządkowanie Wydziałowi Kontroli Ruchu Granicznego Komendy Wojewódzkiej Milicji Obywatelskiej, kontrolę graniczną wykonywali funkcjonariusze Milicji Obywatelskiej podlegli MSW.
1 października 1971 WOP został podporządkowany pod względem operacyjnym, a od 1 stycznia 1972 pod względem gospodarczym MSW. Do WOP powrócił cały pion kontroli ruchu granicznego wraz z przejściami. Przywrócono jednolity system ochrony granicy państwa i GPK Kraków-Balice weszła w podporządkowanie dowódcy 3. Karpackiej Brygady WOP, w Nowym Sączu, następnie od 1976 Karpackiej Brygady WOP i w jej strukturach funkcjonowała do 15 maja 1991.
Straż Graniczna:
15 maja 1991 po rozwiązaniu Wojsk Ochrony Pogranicza, 16 maja 1991 Graniczna Placówka Kontrolna w Krakowie-Balicach weszła w podporządkowanie Karpackiego Oddziału Straży Granicznej w Nowym Sączu i przyjęła nazwę Graniczna Placówka Kontrolna Straży Granicznej w Krakowie-Balicach .
Jako Graniczna Placówka Kontrolna Straży Granicznej w Krakowie-Balicach funkcjonowała do 23 sierpnia 2005 i 24 sierpnia 2005 Ustawą z 22 kwietnia 2005 O zmianie ustawy o Straży Granicznej... została przekształcona na Placówkę Straży Granicznej w Krakowie-Balicach (PSG w Krakowie-Balicach).

## Podległe przejścia graniczne
- Kraków-Balice (lotnicze).

## Komendanci/dowódcy granicznej placówki kontrolnej
- Władysław Konicki (15.10.1967–31.03.1972)[7]
- ppłk Adam Piechota[8]
- mjr Zdzisław Zawiły[9]

Komendanci GPK SG:
- mjr SG Zdzisław Zawiły[9].